# 吴勇毅
吴勇毅（1983年6月14日—）是已退役的中国足球运动员，司职后卫。吴勇毅曾随上海申花少年队赴巴西留学，回国后进入青年队，曾经在踢球同时于东华大学上学。2005年，吴勇毅第一次进入申花一线队名单，2006年转会刚刚搬迁到西安的西安国际（后改名陕西中新），但是由于多年没有比赛机会而退役。
退役后吴勇毅在上海市上海中学担任足球队总教练，同时担任上海中学“连过十一人”足球社荣誉主席。从2012年到2015年，吴勇毅担任了上海中学国际部Soccer Club的教练。